# ウズ・ルジアダス

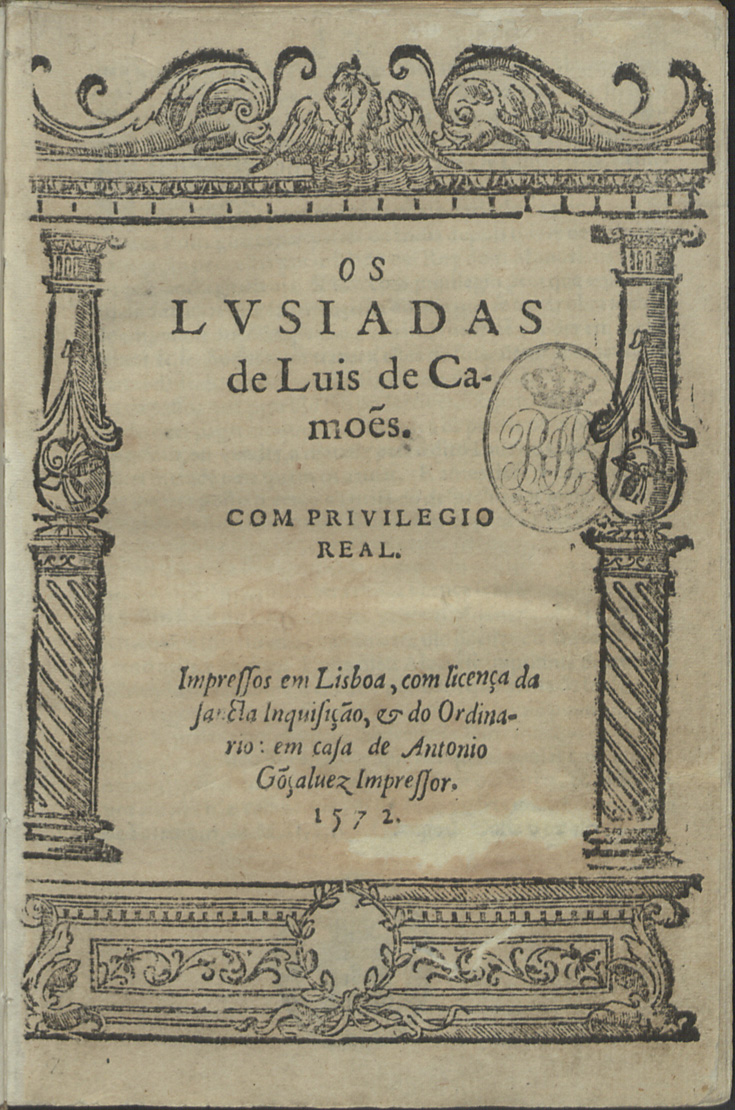
『ウズ・ルジアダス』初版表紙

ウズ・ルジアダス（Os Lusiadas）はポルトガル最大の詩人と言われるルイス・デ・カモンイスによる叙事詩である。大航海時代におけるポルトガルの海外進出と栄光を、ホメーロスを模した雄大な作風で描く。初版の出版は、作者が東方航海から帰還して3年後の1572年。この作品はムーア人との戦争が激化する中で生まれた。
ユーラシア大陸最西端のロカ岬の碑文に刻まれた「ここに地終わり海始まる（Onde a terra acaba e o mar começa）」という言葉は、この作品の第3詩20節から取られている。

## 邦訳
- ルイス・デ・カモンイス/小林英夫、池上岺夫、岡村多希子訳『ウズ・ルジアダス ルシタニアの人びと』岩波書店、1978年10月。
- ルイス・デ・カモンイス/池上岑夫訳『ウズ・ルジアダス ルーススの民のうた』白水社、2000年12月。